# Шевченкове Перше (Лозівський район)
Шевче́нкове Перше —  село в Україні, у Близнюківській селищній громаді Лозівського району Харківської області.
Населення становить 464 осіб. До 2020 орган місцевого самоврядування — Квітнева сільська рада.

## Географія
Село Шевченкове Перше розміщене за 6 км від села Квітневе, залізнична станція Рудаєве. Поруч проходить автомобільна дорога Т 2113.

## Історія
- 1924 — дата заснування.
- У жовтні 1941 року село окупували німецькі війська. У січні 1942, внаслідок зимової наступальної операції Червоної армії, Шевченкове Перше було звільнене від ворога. У цих боях брали участь воїни 704-го стрілецького полку.  У травні 1942 року нацистам знову вдалося захопити Шевченкове Перше. В оборонних боях на території села, зокрема брали участь воїни 102-го окремого саперного батальйону. Взимку 1943 року село декілька разів переходило з рук до рук. Остаточно було звільнене в ході вересневих боїв 1943 року. Радянські воїни, які загинули в боях за село поховані у братській могилі. Усього поховано 19 воїнів, з них відомі прізвища  9-х.

- 12 червня 2020 року, відповідно до Розпорядження Кабінету Міністрів України № 725-р «Про визначення адміністративних центрів та затвердження територій територіальних громад Харківської області», увійшло до складу Близнюківської селищної громади.[1]
- 19 липня 2020 року, в результаті адміністративно-територіальної реформи та ліквідації Близнюківського району, увійшло до складу Лозівського району Харківської області.[2]

## Економіка
- У селі були молочно-товарна і вівце-товарна ферми, розводили шовкопрядів. В процесі ліквідації колгоспу велика частина споруд була розібрана і роздана колишнім колгоспникам в рахунок погашення заборгованості по зарплаті. Та ж доля спіткала дитячий садочок і початкову школу.